# 李寀 (萬曆甲戌進士)
李寀（1540年—？），字邦亮，號鵬河，直隸廬州府舒城縣人，民籍，明朝政治人物、進士出身。

## 生平
嘉靖四十年（1561年）辛酉科應天府鄉試第九十三名，萬曆二年（1574年）甲戌科會試第二百九十四名，登三甲第一百七十名進士。授荆州府推官。復除福州府推官，升廣州府同知。

## 家族
曾祖父李榮；祖父李樂；父李曰明。母徐氏。慈侍下。